# Hans-Peter Lorang
Hans-Peter Lorang (* 10. März 1952 in Thiergarten/Malborn) ist ein deutscher Schriftsteller.

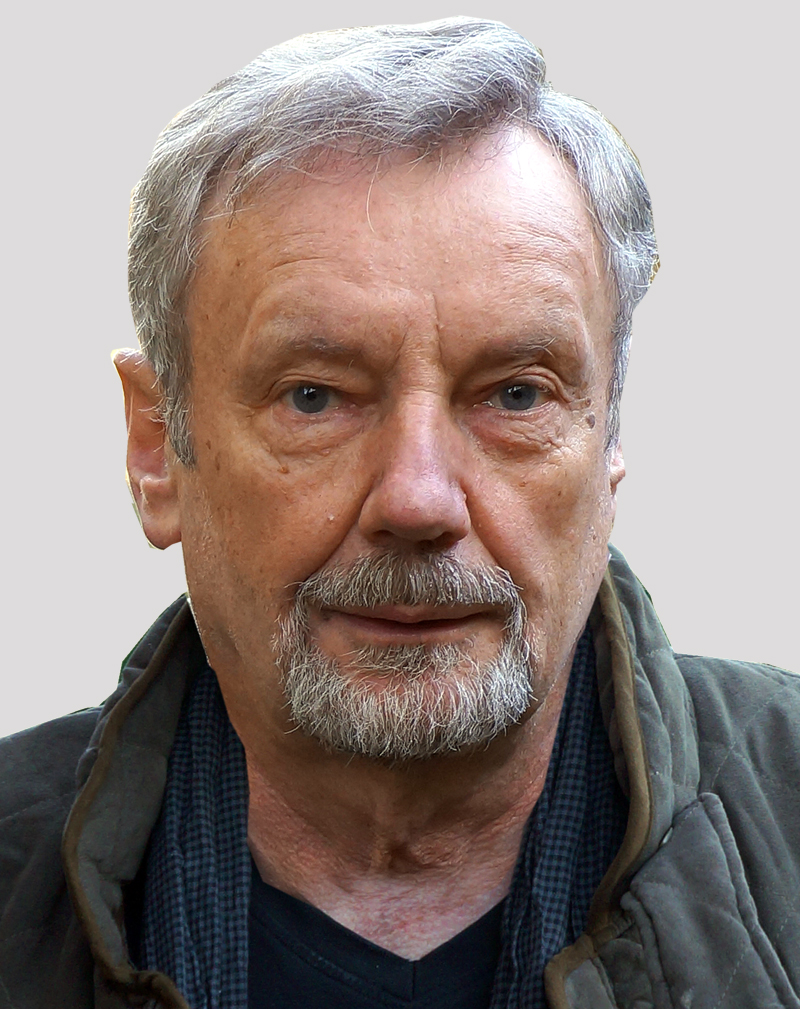
Hans-Peter Lorang

## Leben und Werk
Als pensionierter Luftwaffenoffizier und Betriebswirt schreibt Lorang Kriminalgeschichten und historische Romane mit Hochwälder Lokalkolorit. 2011 veröffentlichte er sein erstes Buch im Selbstverlag. Es folgten die Hochwälder Krimiserie, historische Romane und Gedichtbände sowie eine Reihe Kriminalgeschichten für Anthologien, die im Net-Verlag erschienen. Seit 2016 werden seine Werke im Stephan Moll Verlag veröffentlicht.
Heute lebt Lorang in Neuhütten. Er ist verheiratet und hat eine Tochter.

## Veröffentlichungen (Auswahl)

### Krimis
- Malefiz im Jagdrevier, Hochwälder Kurzkrimis, Band I, JaBu-Selbstverlag, Neuhütten 2013, ISBN 978-3-00-035711-4
- Mordsdelikte unter dem Erbeskopf, Hochwälder Kurzkrimis, Band II, JaBu-Selbstverlag, Neuhütten 2013, ISBN 978-3-9815054-2-9
- Todbringende Gier, Kurzkrimiserie, Band III, JaBu-Selbstverlag, Neuhütten 2014, ISBN 978-3-9815054-5-0
- Endlichkeit der Geheimnisse. Kriminalgeschichten aus der Nationalparkregion Hunsrück-Hochwald, Stephan Moll Verlag, Kordel 2016,  ISBN 978-3-940760-18-0
- Porträt des Todes, Kriminalroman, Stephan Moll Verlag, Kordel, 2017, ISBN 978-3-94747-01-12

### Historische Romane
- Die Hexentochter von Wüstenbrühl, Historischer Roman, JaBu-Selbstverlag, Neuhütten 2015, ISBN 978-3-9815054-7-4
- Hexenbad am Hammerwehr, Historischer Roman, Stephan Moll Verlag, Kordel 2017, ISBN 978-3-940760-34-0
- Das Vermächtnis der Kräuterfrau, Historischer Roman, Stephan Moll Verlag, Kordel 2020,  ISBN 978-3-947470-20-4
- Die Schwarzhändlerin, Historischer Roman, Stephan Moll Verlag, Kordel 2022,  ISBN 978-3-947470-50-1

### Sonstige
- Jäger im Hochwald, Autobiografisches Werk, JaBu-Selbstverlag, Neuhütten 2011, ISBN 978-3-9815054-0-5
- Als Jäger unterwegs, Autobiografisches Werk, JaBu-Selbstverlag, Neuhütten 2012, ISBN 978-3-9815054-1-2
- Hochwälder Heimatverse. Gedichte und Bilder aus dem Schwarzwälder Hochwald, JaBu-Selbstverlag, Neuhütten 2012, ISBN 978-3-9815054-3-6
- natürlich & menschlich. Mensch und Natur – Verse, Aufsätze und Bilder, JaBu-Selbstverlag, Neuhütten 2014, ISBN 978-3-9815054-6-7
- Wildes Allerlei – Rezepturen und Anekdoten aus dem Schwarzwälder Hochwald, Stephan Moll Verlag, Kordel 2020, ISBN 978-3-947470-38-9